# Familia de Nysa (astronomía)
La familia Nysa o Nysian (405) es una familia de asteroides, forma parte del complejo Nysa-Polana, el grupo más grande de familias de asteroides. Está ubicado en la región interna del cinturón de asteroides, orbita el Sol entre 2,41 y 2,5 UA. Los asteroides en este complejo tienen excentricidades entre 0.12 y 0.21 e inclinaciones de 1.4 a 4.3. Deriva su nombre a partir del cuerpo que los lidera y a su vez es el más masivo, el asteroide (44) Nysa. También es conocida como la Familia de Herta que lleva el nombre de (135) Hertha y también incluye a la Familia de Eulalia.

## Subdivisión
Los asteroides de este complejo generalmente se dividen en los subgrupos pedregoso de Nysa y carbonoso de Polana, dos familias mineralógicamente diferentes:

- El subgrupo Nysian de tipo S mucho más brillante (es decir, la familia Nysa, en el sentido más estricto) incluye a (44) Nysa y (135) Hertha.
- En el subgrupo de bajo albedo del complejo se encuentra la Familia de Polana (Polanian), una familia de asteroides oscuros de tipo F con el nombre de (142) Polana, el asteroide más grande de esta familia.[4] Más recientemente, una familia más, la Familia de Eulalia ha sido también englobada dentro de este subgrupo.[3][1]